# トイズマッコイ
トイズマッコイ (Toys McCoy)は、日本のファッションブランド。

## 概要
- 旧リアルマッコイズの創設者の一人であり、スティーブ・マックィーンマニアとしても知られる岡本博[1][2] が1996年に創設したブランドである。
- 所ジョージとも親交が深く、高品質なレプリカフライトジャケットをメインにミリタリー、モーターサイクルをベースとしたウエアアイテムやオートバイ用ヘルメットを展開している。